# 震撼鮮師
《震撼鮮師》是由八津弘幸原作（31話前由小金丸大和負責），棚橋なもしろ作畫的日本漫畫作品。於講談社漫畫雜誌《週刊少年Magazine》2006年50号至2009年2、3合併号期間進行連載。單行本全11卷。
連載結束後，於《Magazine SPECIAL》2009年6月号刊載番外篇，收錄於2009年7月發行的小說版《震撼鮮師 R（Returns）》（ハンマーセッション!R（リターンズ））。
之後，2010年決定改編成電視劇時，受到週刊少年Magazine的邀請連載續篇《震撼鮮師 高校篇》（ハンマーセッション! In High School），於2010年26号至2010年49号期間進行連載。另外，在《Magazine SPECIAL》2010年7月号進行短期集中連載，標題為《震撼鮮師 騙婚師篇》（ハンマーセッション! アカサギ編）內容收錄於高校篇第2卷。

## 簡介
主角（本名・悠）專挑醫生。律師、國會議員等，高收入的目標下手的第1級詐欺師。警察在逮捕後、押送到北關東監獄途中，押送車輛發生車禍，與同車罪犯開始逃亡。2人逃亡到「光学園中等部」偶遇縱火魔（蜂須賀悟郎），滅火與抓到現行犯後。縱火者竟是翌日將聘任的新任教師。校長為隱瞞此醜聞，請主角冒名頂替「蜂須賀悟郎」成為教師，並委託其擔任導師。

## 登場人物

### 主要人物
蜂須賀 悟郎（冒牌）/ 矢澤悠（本名）/音羽4號
本作的主角。真實身分是逃亡被通緝中的第1級詐欺師。
逃亡時受「私立光學園中等部」校長的賞識，代替正牌的蜂須賀悟郎，擔任新任數學系教師及3年B班的導師，以「震撼教育」，重新掌握學生的心。和其他老師不同，不是領取月薪，而是每成功進行一次震撼教育，再由該次被給予震撼教育的學生決定報酬。童顏。第一次的偷竊經驗是幼年時偷墓地裡的祭品饅頭吃。喝酒後，詐欺師的本性會浮現，捏造假的事情欺騙主任及老師的金錢，引起水城老師的懷疑。
坂本 亨
「光學園中等部」的校長。由於悠掌握人心的技巧十分高明，因此大膽地任用悠為3年B班的教師。
水城 涼子
「光學園中等部」的女老師。對悠似乎有點好感。喜歡收集洋娃娃。
今村 昌平（假名）/麻布10號
有前科10次的武闘派日本極道。與主角同乘前往監獄的押送車，一起脫逃。現為學校中的工友。喜好50歲以上的熟女。悟郎常以「學長」稱呼。基督教乃是其信仰，左肩刺有魚及希臘文中代表魚的「（來源是耶穌魚，指代耶穌基督），而背後則刺有聖母瑪利亞的圖像。
蜂須賀 悟郎（本尊）
原本應該成為「光学園中等部」新任數學系教師的人，因為恐懼學生像是未知的生物，而對學校縱火，期望不用當教師，但給悠和今村阻止。畢業於東京大學。現在和悠同住一屋以掩飾身份，不時會以「看光光系統」幫助悠。是一名御宅族，喜歡收集「GK模型」。為了和悠有所分別，因此被其他人稱為「阿六」（是今村出的主意）。

### 3年B班
佐野 直樹
悠進行第一次震撼教育的對象。身材高大，但成績不太好，運動上也沒有亮眼的表現，屬於不顯眼學生。由於全班同學想從由拒絕上課的佐野擔任班長一事，欺負新來的導師，悠決定將他帶回學校。拒絕上學的原因是偶爾蹺課後，發現自己越來越難以融入學校的生活，變得開始渴求金錢，在危險的世界尋求容身之處。悠於是次震撼教育所得的酬勞為￥0。
北嶋 真潮
身高162公分，水瓶座，O型。個性好勝，是田徑社社長，曾經參加跳高的全國大賽。由於擁有一雙美腿，獲得「羚羊真潮」的稱號。很會做菜。為了幫助將轉校的渚籌學費，於是偷竊化妝品到學校進行拍賣，但被悠發現，於是進行第二次震撼教育。悠於是次震撼教育所得的酬勞為￥325000。
天堂 岬
身高155公分，摩羯座，A型。看起來有點呆呆的，但很聰明，成績排名是學年前十名。因為有著童顏與巨乳（D罩杯），綽號為「桌上之岬」。為了幫助將轉校的渚籌學費，於是偷竊化妝品到學校進行拍賣，但被悠發現，於是進行第二次震撼教育。
白石 渚
身高142公分，射手座，B型。愛哭鬼、笨手笨腳、是運動白癡。其父親被解僱，即將搬回母親的老家，由於無法負擔私立學校的學費而將轉校唸公立學校。重視與真潮及岬之間的情誼，為能繼續與她們就讀同一間學校而偷竊、籌學費，但被悠發現，於是第二次進行震撼教育。其後父母了解其決心，更決定共同努力，面對困境。
東海林 巴菜
超人氣部落格「小東東部落格」板主。認真、文靜、但不顯眼和沒有朋友，使她十分自卑。為回應網友要求而穿著學校泳衣拍照，結果將校徽暴露於網絡世界，引起網友揭發「小東東」真面目的騷動。但未了解後果，依然執著於部落格的排名。悠於是進行第三次震撼教育，令她重拾自信。
野島 健太

早乙女 耀子
曾愛慕服部老師，並與之發展曖昧關係，甚至願意為他接近悠以尋找悠的把柄。後來迷戀上悠。
司馬 祐生
原本熱衷於“巴巴樂”，後經悠震撼教育而改過。
坂本 櫻
話劇社的女主角，有如公主般的華麗與可愛，認真專注於話劇表演。
桑田 真澄
身材肥胖，有當明星的夢想。
新田 銀二

上野 雪美

咲山 惠里香

甲斐 保

望月 雄一郎
攝影社社員。
小島 遊雅
“靈感”少女。
大島 紳助
搞笑研究社社員
松島 珠美
海鷗社社員
海老原 健

黑澤 正宗

藤井 美樹
其母親是美容院老闆。
佐藤 惠理

八木 澤

藤井 茜

### 「光学園中等部」教職員
服部
年輕的男性老師，執教鞭已有三年。於美國聖莫尼卡的大學畢業的歸國子女。教授科目是英文，亦是柔道社的社團顧問。個性清爽、豪邁，受老師及學生歡迎，尤其女性。身上行頭可高達六十萬。但自尊心極高，不甘心於悠面前一次又一次丟臉，曾利用發展過曖昧關係的學生早乙女耀子來找出悠的弱點。
主任
戴眼鏡的男性，姓名不明，通稱「主任」。畢業於東京大學商學院，對其出身感到驕傲，經常自誇。對於同是東大畢業的晚輩悟郎極為疼愛。與今村的關係良好，經常在教員室一起喝茶。
肥後山 健一
3年級的學年主任，棒球社的社團顧問，體育老師。36歳。由於滿頭都是頭皮屑，因此有「頭皮屑肥後」的稱號。對水城涼子有好感，因此很討厭和水城涼子要好的悠。和光學園的理事長鈴木是互相以「阿山」「鈴兄」彼此稱呼的蟲友
里中玲奈
学校保健部老师

### 其他
関谷 昌幸（假名）
詐欺師。悠的師兄。

## 出版書籍
HAMMER SESSION!震撼鮮師
| 冊數 | 講談社         | 講談社                 | 東立出版社     | 東立出版社             |
| 冊數 | 發售日期       | ISBN                   | 發售日期       | ISBN                   |
| ---- | -------------- | ---------------------- | -------------- | ---------------------- |
| 1    | 2007年2月16日  | ISBN 978-4-06-363798-4 | 2008年10月31日 | ISBN 978-986-10-2748-7 |
| 2    | 2007年4月17日  | ISBN 978-4-06-363826-4 | 2008年10月31日 | ISBN 978-986-10-2749-4 |
| 3    | 2007年7月17日  | ISBN 978-4-06-363845-5 | 2008年11月11日 | ISBN 978-986-10-2750-0 |
| 4    | 2007年9月14日  | ISBN 978-4-06-363891-2 | 2008年11月11日 | ISBN 978-986-10-2751-7 |
| 5    | 2007年11月16日 | ISBN 978-4-06-363916-2 | 2008年11月20日 | ISBN 978-986-10-2752-4 |
| 6    | 2008年2月15日  | ISBN 978-4-06-363952-0 | 2008年11月20日 | ISBN 978-986-10-2753-1 |
| 7    | 2008年4月17日  | ISBN 978-4-06-363975-9 | 2009年1月8日   | ISBN 978-986-10-2754-8 |
| 8    | 2008年6月17日  | ISBN 978-4-06-384005-6 | 2009年2月9日   | ISBN 978-986-10-2755-5 |
| 9    | 2008年9月17日  | ISBN 978-4-06-384042-1 | 2009年6月4日   | ISBN 978-986-10-2756-2 |
| 10   | 2008年11月17日 | ISBN 978-4-06-384066-7 | 2009年6月19日  | ISBN 978-986-10-2872-9 |
| 11   | 2009年1月16日  | ISBN 978-4-06-384087-2 | 2009年7月13日  | ISBN 978-986-10-3179-8 |

HAMMER SESSION!震撼鮮師 高校篇
| 冊數 | 講談社         | 講談社                 | 東立出版社    | 東立出版社             |
| 冊數 | 發售日期       | ISBN                   | 發售日期      | ISBN                   |
| ---- | -------------- | ---------------------- | ------------- | ---------------------- |
| 1    | 2010年8月17日  | ISBN 978-4-06-384358-3 | 2011年4月8日  | ISBN 978-986-10-7305-7 |
| 2    | 2010年10月15日 | ISBN 978-4-06-384375-0 | 2011年4月8日  | ISBN 978-986-10-7306-4 |
| 3    | 2010年12月17日 | ISBN 978-4-06-384424-5 | 2011年5月18日 | ISBN 978-986-10-7307-1 |

### 小說版
以《震撼鮮師R》（ハンマーセッション!R）為標題，內有部分話數以漫畫形式表現。
著者：貴矢高康 / 漫畫：棚橋なもしろ
| 冊數 | 副標題 | 講談社        | 講談社                 |
| 冊數 | 副標題 | 發售日期      | ISBN                   |
| ---- | ------ | ------------- | ---------------------- |
| 1    |        | 2009年7月16日 | ISBN 978-4-06-373328-0 |
| 2    |        | 2010年9月16日 | ISBN 978-4-06-373329-7 |

## 電視劇
2010年7月起，由速水直道與志田未來主演的TBS系列，預定於每週六晚間19:56 - 20:54（JST）播出。

### 演员
主角:
- 速水茂虎道 飾 蜂須賀悟郎(音羽4號)

私立光學園教職員:
- 比嘉愛未 飾 水城涼子
- 小日向文世 飾 水城賢一
- 宮坂繪美里 飾 里中玲奈
- 濱田麻里 飾 大田靖子

3年B班:
- 志田未來 飾 立花楓
- 石黑英雄 飾 司馬祐生
- 高山侑子 飾 新田真潮
- 延山信弘 飾 葛城信吾
- 竹內壽 飾 黑澤正宗
- 逢澤莉娜 飾 水野繭
- 野村周平 飾 海老原健
- 山下莉緒 飾 咲山繪里香
- 阪本獎悟 飾 野島健太
- 松山瑪麗 飾 早乙女耀子
- 菅田將暉 飾 坂本洋平
- 龍星涼 飾 廣瀨巧海
- 入江甚儀 飾 甲斐保
- 佐野和真 飾 藤井圭介

警視廳:
- 堀部圭亮 飾 立花功一

其他角色:
- 六平直政 飾 今村昌平
- 村上健志 飾 蜂須賀悟郎(小六)

### 工作人員
- 劇本 - 高橋麻紀　等
- 導演 - 麻生学、中前勇兒
- 製作人 - 佐藤毅、佐藤善宏
- 製作 - 東宝株式会社、TBS

### 播出日程
| 各集                                                            | 播出日期      | 日文標題 | 中文標題（暫譯）                                       | 教育對象             | 編劇     | 導演       | 收視率 |
| --------------------------------------------------------------- | ------------- | -------- | ------------------------------------------------------ | -------------------- | -------- | ---------- | ------ |
| 第1話                                                           | 2010年7月10日 |          | 天才詐欺師是高中老師!? 改造帥哥問題少年!第一個就是你!  | 司馬祐生             | 高橋麻紀 | 麻生学     | 8.6%   |
| 第2話                                                           | 2010年7月17日 |          | 極惡老師教導偷竊!? 小惡魔少女隱藏的真面目!             | 新田真潮             | 高橋麻紀 | 麻生学     | 7.2%   |
| 第3話                                                           | 2010年7月24日 |          | 與怪獸家長對決!! 孩子也能選擇父母!!                    | 黑澤正宗             | 金沢達也 | 中前勇児   | 6.7%   |
| 第4話                                                           | 2010年7月31日 |          | 校園交流網的恐怖!? 開始反擊看不見的網路欺凌            | 水野繭和海老原健     | 高橋麻紀 | 中前勇児   | 7.3%   |
| 第5話                                                           | 2010年8月7日  |          | 高中生是酒店公關小姐!! 母親與女兒所隱藏的衝擊性秘密!!  | 咲山繪里香           | 金沢達也 | 麻生学     | 7.3%   |
| 第6話                                                           | 2010年8月14日 |          | 我再也不是跑腿的了!! 賭上自尊的決勝負!!                | 野島健太和早乙女耀子 | 高橋麻紀 | 中前勇児   | 6.0%   |
| 第7話                                                           | 2010年8月21日 |          | 空前絕後的詐欺頂尖對決!! 宿命中的天敵 同門詐欺師現身!! | 坂本洋平             | 高橋麻紀 | 木村ひさし | 7.0%   |
| 第8話                                                           | 2010年8月28日 |          | 詐欺師的身份將被揭穿!? 與魔性美女間純愛的真實與謊言    | 廣瀨巧海             | 高橋麻紀 | 麻生学     | 5.4%   |
| 第9話                                                           | 2010年9月4日  |          | 詐欺師的身份終於被揭穿了!! 衝擊性的最終章揭開序幕      | 甲斐保               | 金沢達也 | 木村ひさし | 6.8%   |
| 第10話                                                          | 2010年9月11日 |          | 最終章前篇!! 在離別前的營火大會上真實告白!!            | 藤井圭介             | 高橋麻紀 | 中前勇児   | 7.4%   |
| 最終話                                                          | 2010年9月18日 |          | 再見了蜂須賀老師!! 以前所未聞的教學含淚別離!!          | 全班                 | 高橋麻紀 | 麻生学     | 6.8%   |
| 平均收視率 7.0%（收視率由Video Research調查關東地區的統計資料） |               |          |                                                        |                      |          |            |        |

| TBS電視台 週六8時                  | TBS電視台 週六8時                  | TBS電視台 週六8時 |
| ---------------------------------- | ---------------------------------- | ----------------- |
|                                    | 震撼鮮師 （2010.7.10 - 2010.9.18） |                   |
| 體操男孩 （2010.4.17 - 2010.6.26） | 时段废除                           |                   |

| 星空卫视 周一至周五晚每晚两集联播   | 星空卫视 周一至周五晚每晚两集联播  | 星空卫视 周一至周五晚每晚两集联播 |
| ----------------------------------- | ---------------------------------- | --------------------------------- |
|                                     | 震撼鲜师 （2011.7.11 - 2011.7.18） |                                   |
| 玛丽外宿中 （2011.6.30 - 2011.7.8） | (2011.7.19 - 2011.8.2)             |                                   |

## 外部連結
- （日語）